# Copa Arena México (2001)
La Copa Arena México 2001 fue la segunda edición de la Copa Arena México, un torneo de lucha libre profesional producido por el Consejo Mundial de Lucha Libre. Tuvo lugar el 28 de diciembre de 2001 desde la Arena México en México, Distrito Federal.

## Resultados
|  | Primera Ronda                                | Primera Ronda                                | Primera Ronda                                |                                         |   | Semifinal | Semifinal                          | Semifinal                          |   |  | Final | Final | Final |  |
|  |                                              |                                              |                                              |                                         |   |           |                                    |                                    |   |  |       |       |       |  |
|  |                                              |                                              |                                              |                                         |   |           |                                    |                                    |   |  |       |       |       |  |
|  | Negro Casas El Felino La Fiera               |                                              |                                              |                                         |   |           |                                    |                                    |   |  |       |       |       |  |
|  |                                              |                                              |                                              |                                         |   |           |                                    |                                    |   |  |       |       |       |  |
|  | Black Tiger Rey Bucanero Máscara Mágica      | Black Tiger Rey Bucanero Máscara Mágica      | W                                            |                                         |   |           |                                    |                                    |   |  |       |       |       |  |
|  | Black Tiger Rey Bucanero Máscara Mágica      | Black Tiger Rey Bucanero Máscara Mágica      | W                                            | Black Tiger Rey Bucanero Máscara Mágica |   |           |                                    |                                    |   |  |       |       |       |  |
|  |                                              |                                              |                                              |                                         |   |           |                                    |                                    |   |  |       |       |       |  |
|  |                                              |                                              | Shocker Apolo Dantés Black Warrior           | Shocker Apolo Dantés Black Warrior      | W |           |                                    |                                    |   |  |       |       |       |  |
|  | Shocker Apolo Dantés Black Warrior           | Shocker Apolo Dantés Black Warrior           | Shocker Apolo Dantés Black Warrior           | Shocker Apolo Dantés Black Warrior      | W | W         |                                    |                                    |   |  |       |       |       |  |
|  | Shocker Apolo Dantés Black Warrior           | Shocker Apolo Dantés Black Warrior           |                                              |                                         |   |           |                                    |                                    |   |  |       |       |       |  |
|  | Blue Demon, Jr. Mr. Niebla Starman           |                                              |                                              |                                         |   |           |                                    |                                    |   |  |       |       |       |  |
|  |                                              |                                              |                                              |                                         |   |           | Shocker Apolo Dantés Black Warrior | Shocker Apolo Dantés Black Warrior | W |  |       |       |       |  |
|  |                                              |                                              |                                              |                                         |   |           |                                    |                                    | W |  |       |       |       |  |
|  |                                              |                                              | Brazo de Plata Brazo de Oro Brazo de Platino |                                         |   |           |                                    |                                    |   |  |       |       |       |  |
|  | Brazo de Plata Brazo de Oro Brazo de Platino | Brazo de Plata Brazo de Oro Brazo de Platino | W                                            |                                         |   |           |                                    |                                    |   |  |       |       |       |  |
|  | Brazo de Plata Brazo de Oro Brazo de Platino | Brazo de Plata Brazo de Oro Brazo de Platino | W                                            |                                         |   |           |                                    |                                    |   |  |       |       |       |  |
|  | Gran Markus Jr. The Killer Bestia Salvaje    |                                              |                                              |                                         |   |           |                                    |                                    |   |  |       |       |       |  |
|  |                                              | Brazo de Plata Brazo de Oro Brazo de Platino | Brazo de Plata Brazo de Oro Brazo de Platino | W                                       |   |           |                                    |                                    |   |  |       |       |       |  |
|  |                                              |                                              |                                              | W                                       |   |           |                                    |                                    |   |  |       |       |       |  |
|  |                                              |                                              | Villano III Villano IV Villano V             |                                         |   |           |                                    |                                    |   |  |       |       |       |  |
|  | Villano III Villano IV Villano V             | Villano III Villano IV Villano V             | W                                            |                                         |   |           |                                    |                                    |   |  |       |       |       |  |
|  | Villano III Villano IV Villano V             | Villano III Villano IV Villano V             | W                                            |                                         |   |           |                                    |                                    |   |  |       |       |       |  |
|  | Satánico Averno Mephisto                     |                                              |                                              |                                         |   |           |                                    |                                    |   |  |       |       |       |  |
|  |                                              |                                              |                                              |                                         |   |           |                                    |                                    |   |  |       |       |       |  |
|  |                                              |                                              |                                              |                                         |   |           |                                    |                                    |   |  |       |       |       |  |